# Menneville (Aisne)
Menneville ist eine französische Ortschaft im Département Aisne in der Picardie. Die bisher eigenständigen Gemeinden Guignicourt und Menneville wurden mit Wirkung vom 1. Januar 2019 zur Commune nouvelle Villeneuve-sur-Aisne zusammengelegt. Seither sind sie Communes déléguées.
Sie ist umgeben von den Nachbarorten Prouvais im Nordwesten, Proviseux-et-Plesnoy im Norden, Neufchâtel-sur-Aisne im Nordosten, Pignicourt im Südosten, Variscourt im Südwesten und Guignicourt im Westen.

## Bevölkerungsentwicklung

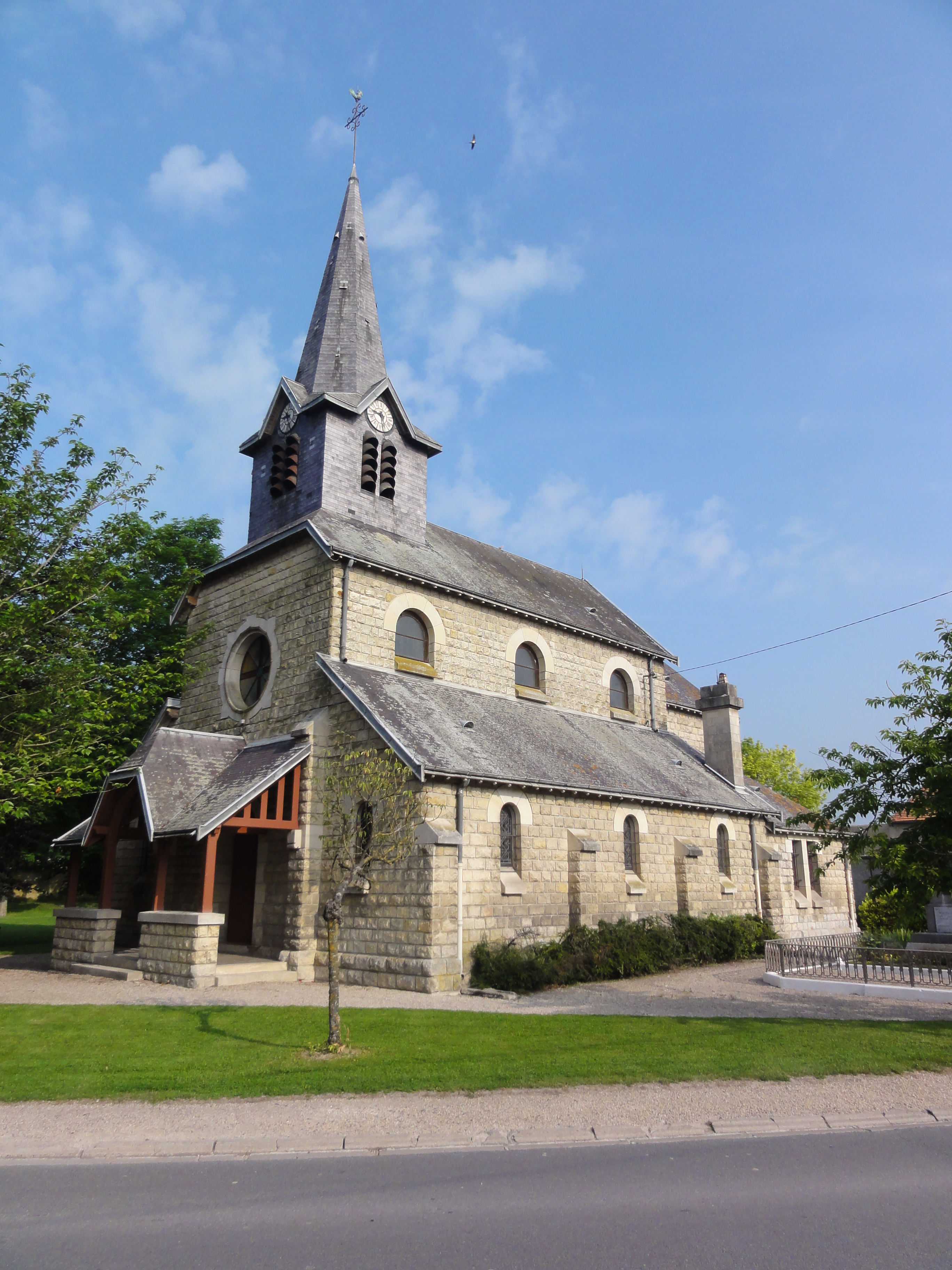
Kirche Saint-Jean-Baptiste

| Jahr      | 1962 | 1968 | 1975 | 1982 | 1990 | 1999 | 2008 | 2015 |
| --------- | ---- | ---- | ---- | ---- | ---- | ---- | ---- | ---- |
| Einwohner | 218  | 209  | 235  | 233  | 252  | 275  | 398  | 449  |